# Горки (Чебаркульський район)
Горки (рос. Горки) — селище у Чебаркульському районі Челябінської області Російської Федерації.
Входить до складу муніципального утворення Кундравинське сільське поселення. Населення становить 37 осіб (2010).

## Історія
Від 1935 року належить до Чебаркульського району Челябінської області.
Згідно із законом від 16 листопада 2004 року органом місцевого самоврядування є Кундравинське сільське поселення.

## Населення
| 2002 | 2010 |
| ---- | ---- |
| 66   | ↘37  |